# Andrew Morgan
Andrew Richard Morgan (* 5. února 1976 Morgantown, Západní Virginie, USA) je americký vojenský lékař a od června 2013 astronaut NASA. V červenci 2019 zahájil svůj první kosmický let jako člen Expedice 60/61/62 na Mezinárodní vesmírnou stanici (ISS).

## Život

### Mládí, vojenský lékař
Andrew Morgan se narodil v městečku Morgantown ve státě Západní Virginie v rodině důstojníka americké armády, dětství prožil v několika státech (Kalifornie, New York, Texas, Delaware, ale i Velká Británie) jak se rodina stěhovala. Po střední škole nastoupil na vojenskou akademii ve West Pointu, kterou dokončil roku 1998. Roku 2002 absolvoval vojenskou lékařskou univerzitu v Bethesdě v Marylandu.
Od roku 2002 sloužil jako lékař u vojsk speciálního určení, ve Fort Bragg v Severní Karolíně, tři roky jako lékař ve 3. výsadkové skupině vojsk speciálního určení, později na velitelství speciálních sil.

### Astronaut
Roku 2013 se zúčastnil 21. náboru astronautů NASA, uspěl, a 17. června 2013 byl zařazen mezi americké astronauty. Dvouletý základní kosmonautický výcvik dokončil v červenci 2015.
V únoru 2018 byl zařazen do posádky Expedic 60/61 na Mezinárodní vesmírnou stanici (ISS) s plánovaným startem v Sojuzu MS-13 v létě 2019; posádku tvořili kromě Morgana ještě Alexandr Skvorcov a Luca Parmitano. Posádka současně byla záložní pro Sojuz MS-11 startující v prosinci 2018. V prosinci 2018 byli jmenováni záložníky pro Sojuz MS-12 startující v březnu 2019. V březnu 2019 také padlo rozhodnutí, že Morgan zůstane na stanici i v Expedici 62 a vrátí se v Sojuzu MS-15.
Do vesmíru trojice Skvorcov, Parmitano, Mongan vzlétla 20. července 2019 na palubě Sojuzu MS-13. Po šesti hodinách letu se Sojuz spojil se stanicí ISS a kosmonauti se zapojili do práce Expedice 60, resp. Expedice 61. Začátkem února 2020 se jeho kolegové Skvorcov a Parmitano vrátili na zem, Morgan pokračoval v letu. Během mise Morgan několikrát vystoupil do vesmíru.
Je ženatý, s manželkou Stacey mají syna a tři dcery.